# Даниленко, Константин Иванович
Константин Иванович Даниленко (1910—1957) — начальник паровозной колонны Народного комиссариата путей сообщения. Герой Социалистического Труда (1943).

## Биография
Родился 6 ноября 1910 года в Харькове. Пошел работать сразу после окончания 7 класса 1-й железнодорожной школы.
Трудовую деятельность начал учеником слесаря Харьковского паровозоремонтного завода. Работал в паровозном депо Южной железной дороги. В 1930 году стал машинистом. Поступил на вечерний факультет Харьковского института инженеров транспорта.
В 1932 году по был призван в Красную Армию. В 1934 году окончил объединенную военную школу им. ВЦИК СССР. В 1935 году был отчислен из рядов РККА и возвращен на свою прежнюю работу.
Работал на паровозе Су-210-02, получил Наркомовскую премию. За перевыполнение плана перевозок был награждён орденом «Знак Почёта» и первым знаком «Почётному железнодорожнику».
В январе 1939 года был назначен заместителем начальника Южной дороги. В годы Великой Отечественной войны Даниленко занимался увеличением срока работы паровозов и сокращением времени ремонта.
Весной 1942 года был назначен начальником колонны паровозов особого резерва. Боевое крещение получил во время Сталинградской битвы. В первой половине июня 1942 года его паровозная колонна начала массовую переброску войск и боеприпасов к Сталинграду.
Осенью 1942 года возглавил специальный отдел колонн паровозов особого резерва Центрального управления паровозного хозяйства. Участвовал в подготовке Курской битвы. 5 ноября 1943 года «за особые заслуги в обеспечении перевозок для фронта и народного хозяйства и выдающиеся достижения в восстановлении железнодорожного хозяйства в трудных условиях военного времени» присвоено звание Героя Социалистического Труда с вручением ордена Ленина и золотой медали «Серп и Молот». За выполнение специальных заданий по перевозкам был награждён орденом Отечественной войны 2-й степени.
В марте 1945 года был направлен в командировку в Германию. День Победы встретил в Берлине.
24 июня 1957 года скончался. Похоронен в Харькове.

## Награды и звания
- Герой Социалистического Труда (1943)
- Орден Ленина (1943)
- Орден Кутузова 2-й степени (1945)
- Орден Отечественной войны 2-й степени (1944)
- два ордена Трудового Красного Знамени (1939, 1950)
- Орден «Знак Почёта» (1936)
- медали
- три знака «Почётный железнодорожник».